# علی‌بلاغ
علی‌بلاغ، روستایی از توابع بخش مرکزی شهرستان سنقر در استان کرمانشاه ایران است.

## جمعیت
این روستا در دهستان باوله قرار دارد و براساس سرشماری مرکز آمار ایران در سال ۱۳۸۵، جمعیت آن ۱۱۴ نفر (۲۱خانوار) بوده‌است.